# Патри
Па́три, новогрецькою Патра (грец. Πάτρα) — третє за величиною місто Греції, столиця ному Ахея, порт в затоці Патраїкос.
Патри розташовані на півострові Пелопоннес за 215 км на захід від Афін. Населення 168 034 чоловік (2011). Місто обслуговує аеропорт Араксос. 2006 року місто обране Європейською комісією «Культурною столицею Європи».

## Історія
Місто Патри засноване у 6 ст. до н.е. ахейцями Спарти, після того як дорійці витіснили їх зі значної частини Пелопоннесу. Ватажок ахейців Превгеніс об'єднав три поселення Арої, Месаті та Анфію і назвав місто на честь свого сина Патреоса. Проте археологічні дослідження свідчать: перші поселення у цьому місці з'явились у 3 тисячолітті до н. е.
Свій перший підйом місто пережило у 1580 — 1100 рр. до н. е. Проте справжній розквіт в історії Патр відбувся у римський період, коли місцевий порт після зруйнування Коринфу починає відігравати все важливішу роль у сполученні Греції та Італії. Римські імператори навіть наділяли місто правом випускати власні монети. У цей період споруджений римський амфітеатр, римський водопровід, римський одеон тощо.
Наприкінці своєї подорожі з берегів Понту до Греції перейшов апостол Андрій Первозваний. У місті Патри він був розіп'ятий при римському імператорі Нероні у 77 році за наказом проконсула Егея (Егеата) на Х-подібному андріївському хресті.
Однак наприкінці ІІІ ст. починається занепад Патр, можливо, внаслідок потужного землетрусу, що трапився приблизно у той час.
В середині IX ст. починається новий розквіт міста, і з того часу воно поділяло долю усієї держави. З 1266 р. до 1430 р. воно належить франкам, потім — Візантії, з 1458 р. — Османській імперії, з 1687 р. до 1715 р. — венеційцям, а далі — знову османам до переможної національно-визвольної Революції 1821.
В місті збереглися руїни середньовічної фортеці, побудованої на залишках міського акрополя.
Докладніше: Фортеця Патр
1973 року була введена в експлуатацію Поромна переправа Бріндізі — Патри, що з'єднала південь Італії з півостровом Пелопоннес в Греції.

## Культура
Місто відоме своїм Муніципальним регіональним театром, головною сценою якого є Театр «Аполлон», зведений 1872 року за проектом грецького архітектора саксонського походження Ернста Ціллера.
Щороку в місті відбувається Патрський карнавал, який починається 17 січня і триває до Чистого понеділка — один з найбільших карнавалів світу.
В період 1902 по 1918 років курсував Трамвай у Патрах, чия мережа стала першою в Греції системою електричного трамвая.

## Населення
Міська агломерація Патр включає діми Ріо (12,674), Паралія (9,153), Врахнеїка (4,805) і Мессатіда (12,246), загалом їх населення становить близько 18.5% населення агломерації.

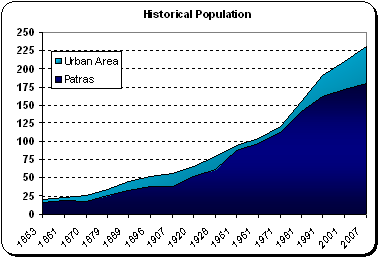
Населення міста Патри (темно-синя область) та агломерації Патр (синя область даграми) від 1853 до 2007 року

| Рік  | Патри   | Міська агломерація |
| 1853 | 15,854  | 19,499             |
| 1861 | 18,342  | 23,020             |
| 1870 | 16,641  | 26,190             |
| 1879 | 25,494  | 34,227             |
| 1889 | 33,529  | 44,970             |
| 1896 | 37,985  | 51,932             |
| 1907 | 37,728  | -                  |
| 1920 | 52,174  | -                  |
| 1928 | 61,278  | -                  |
| 1951 | 87,570  | 94,192             |
| 1961 | 96,100  | 103,985            |
| 1971 | 112,228 | 120,847            |
| 1981 | 142,163 | 154,596            |
| 1991 | 161,782 | 190,463            |
| 2001 | 171,616 | 210,494            |
| 2011 | 168,034 | 213,984            |

## Спорт
| Клуб      | Ліга                    | Майданчик             | Місткість | Заснований |
| --------- | ----------------------- | --------------------- | --------- | ---------- |
| Панахаїкі | Гамма Етнікі — футбол   | «Костас Давурліс»     | 11 321    | 1891       |
| Аполлон   | A2 Етнікі — баскетбол   | «Фотіс Арванітос»     | 4 150     | 1926       |
| Олімпіада | A1 Етнікі — баскетбол   | Пампеллопонісіако     | 4 150     | 1961       |
| EA Патри  | Перша ліга — волейбол   | EAP Арена             | 2 200     | 1927       |
| НЄ Патри  | Перша ліга — водне поло | Антоніс Пепанос       | 3 000     | 2006       |
| НО Патри  | Перша ліга — водне поло | Водний центр НО Патри | 2 000     | 1929       |

## Персоналії
- Андрій Первозваний — один із дванадцяти апостолів Ісуса Христа, перший єпископ Візантійський.
- Апостолос Сантас — учасник Руху Опору в Греції. Разом із Манолісом Глезосом зірвав нацистський прапор з Афінського акрополя.
- Тассо Кавадіа — грецька актриса театру, кіно і телебачення, журналістка і перекладачка.
- Вула Патуліду — грецька спортсменка, легкоатлет, олімпійська чемпіонка 1992 року.
- Нікос Ікономопулос — грецький співак.
- Константінос Стефанопулос — 6-й Президент Греції.
- Дімітріос Папандреу — грецький дипломат. Генеральний консул Греції в Маріуполі (2010—2014). Надзвичайний і Повноважний Посол Греції в Боснії та Герцеговині (з 2019).

## Міста-побратими
Серед міст-побратимів та партнерів Патр:
- Алексінац, Сербія
- Фамагуста, Кіпр
- Анкона, Італія
- Барі, Італія
- Бібл, Ліван
- Бидгощ, Польща
- Баня-Лука, Боснія і Герцеговина
- Крайова, Румунія
- Фокшани, Румунія
- Кишинів, Молдова
- Гірокастра, Албанія
- Харків, Україна
- Лімасол, Кіпр
- Ліньї, Китай
- Охрид, Північна Македонія
- Реджо-Калабрія, Італія
- Сент-Етьєн, Франція
- Саванна, США
- Спліт, Хорватія
- Вільнюс, Литва